# Scotogramma brassicina
Scotogramma brassicina är en fjärilsart som beskrevs av Max Wilhelm Karl Draudt 1934. Scotogramma brassicina ingår i släktet Scotogramma och familjen nattflyn. Inga underarter finns listade.